# Torre de Santa María de Ateca
La torre de Santa María de Ateca es una torre de estilo mudéjar aragonés situada en el municipio de Ateca (Zaragoza, España).
La base es de planta cuadrangular y tiene dos cuerpos bien diferenciados. El cuerpo inferior de la torre, tiene estructura de alminar almohade con torre y contra-torre y según algunos autores, podría ser una auténtica torre almohade de finales del siglo XI perteneciente a la mezquita preexistente, otros autores opinan que es una torre mudéjar del siglo XIII. La peculiaridad de la construcción, es que a diferencia de otras torres en las que existe un machón central sobre el que se asienta la escalera, en esta torre, como en los alminares almohades, existe una torre interior contenida dentro de la que vemos decorada y que se unen mediante las escaleras que están cubiertas por bóvedas de medio cañón y crucería simple. La torre interior es una sucesión de cuatro estancias superpuestas cubiertas por bóvedas de distinta configuración. En la torre exterior, los vanos del cuerpo inferior son uno aquillado y otro rebajado. La decoración presenta bandas superpuestas de arcos de herradura apuntados, aspas inscritas en cuadrados, espigas, esquinillas y arcos apuntados entrecruzados, todo ello combinado con ataifores y columnillas de cerámica de color verde y miel muy característicos. Durante la reciente restauración, en la parte oculta de la torre, se han encontrado ataifores originales con decoraciones propias de la época califal, lo que apoya la tesis de que se trata de una auténtica torre almohade del siglo XI perteneciente a la mezquita preexistente.
Inicialmente esta torre estuvo exenta de la iglesia quedando unida a la misma en las obras de ampliación del siglo XVI.
El cuerpo superior es un añadido barroco que se hizo para sustituir el antiguo cuerpo de campanas que, según hipótesis, podría haber sido similar al de la torre de la Iglesia de San Miguel Arcángel (Belmonte de Gracián).
Todo el conjunto fue declarado Bien de Interés Cultural en la categoría de Monumento por Real Decreto el 12 de enero de 1983.

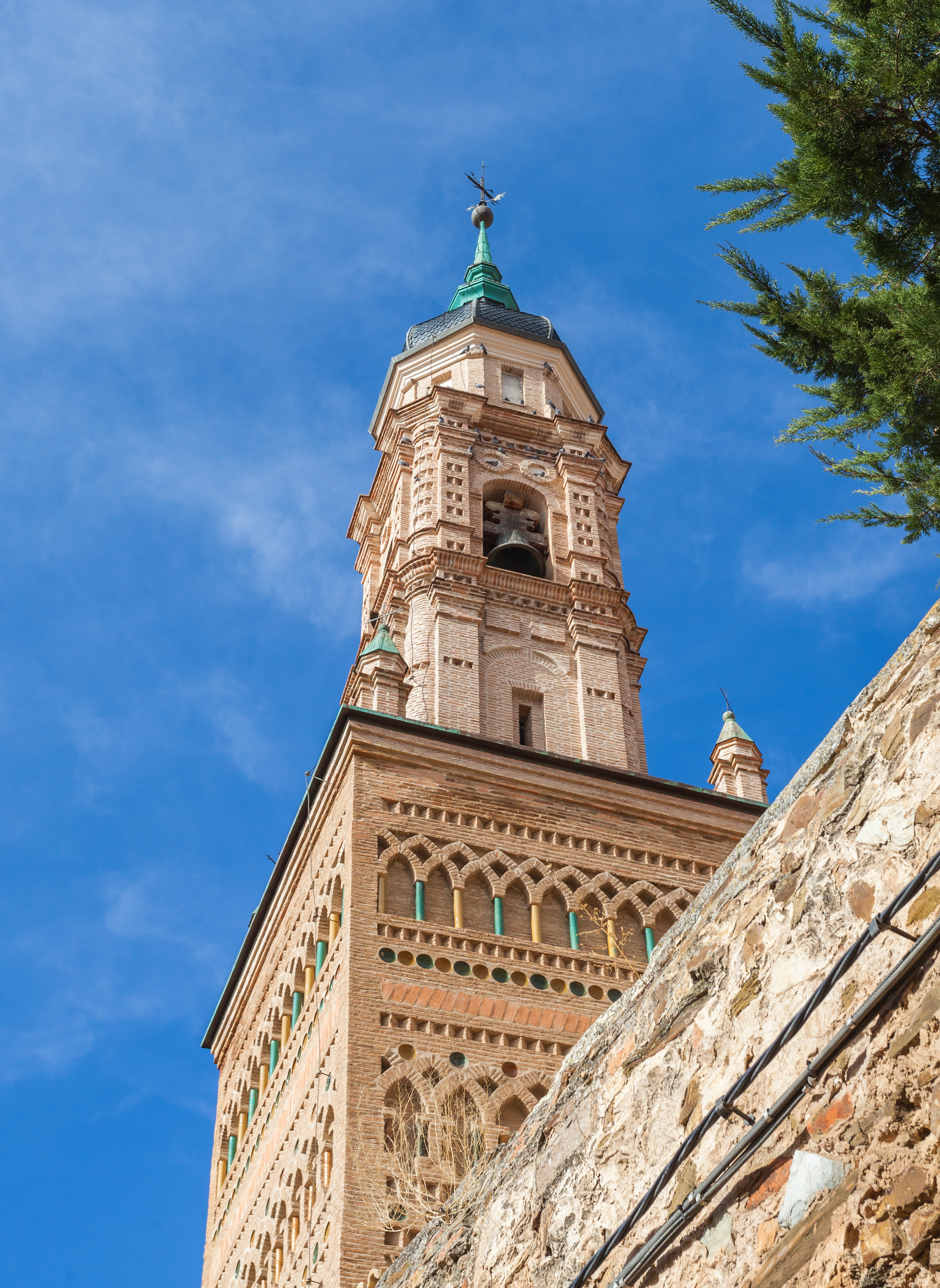
Torre de Santa María

## Enlaces de interés
- Wikimedia Commons alberga una categoría multimedia sobre Torre de Santa María de Ateca.
- Las Campanas de Santa María de Ateca
- Detalle de la restauración
- Aragón mudéjar
- folleto turístico
- Turismo de Ateca
- Ministerio de Educación y Cultura
- Wikimedia Commons alberga una categoría multimedia sobre Torre de Santa María de Ateca.

- Datos: Q27230589
- Multimedia: Torre de Santa María de Ateca / Q27230589